# Mathilda Berwald
Mathilda Charlotta Berwald, född Cohn 9 mars 1798 i Helsingfors i Finland, död 3 maj 1877 i Stockholm, var en svensk (ursprungligen finländsk) konsertsångare och hovsångare. 
Mathilda Berwald gifte sig 1817 med Johan Fredrik Berwald i tyska musiksläkten Berwald och uppträdde som konsertsångare på estraden vid makens konserter. År 1834 utnämndes hon till första hovsångerska. Hon utbildade sina tre döttrar Fredrique, Julie Berwald och Hedda Berwald till sångare, och de var en tid en känd sångtrio. 
År 1833 uppträdde hon med maken och den äldsta dottern på kungliga operan i Berlin inför Spontini och sedan inför danska kungafamiljen, 1842 turnerade hon med familjen i Finland; 1844 uppträdde de i Köpenhamn. År 1847 gjorde de stor succé i Berlin med tolkning av Wagner.